# جزیره سائو خورخه
جزیره سائو خورخه (به پرتغالی: Ilha de São Jorge) یک جزیره در پرتغال است که در آزور واقع شده‌است. جزیره سائو خورخه ۸٬۳۰۹ نفر جمعیت دارد و ۱٬۰۵۳٫۴ متر بالاتر از سطح دریا واقع شده‌است.